# Буданова, Екатерина Васильевна
Екатери́на Васи́льевна Буда́нова  (6 декабря 1916, Вяземский уезд, Смоленская губерния — 19 июля 1943, Боково-Антрацит, Ворошиловградская область) — советская лётчица-ас истребительной авиации, Герой Российской Федерации (1 октября 1993, посмертно). Гвардии лейтенант (19 февраля 1943).

## Биография
Родилась 7 декабря 1916 года в деревне Коноплянка Вяземского уезда Смоленской губернии (современный Вяземский район, Смоленская область). Из крестьянской многодетной семьи. В 1931 году окончила начальную школу (4 класса) в родной деревне, в 1933 году — 6 классов школы в соседней деревне Ермолинка, в 1934 году — седьмой класс средней школы на станции Вязьма-Новоторжевская.
После окончания школы уехала в Москву, работала на авиационном заводе № 22 имени Горбунова статистиком, ответственным исполнителем и подготовителем работ. Завершила среднее образование, окончив в 1935 году вечернюю среднюю школу. Одновременно с работой в 1935—1937 годах училась в аэроклубе Киевского района Москвы. С сентября 1937 года работала пионервожатой в средней школе № 63. После окончания Киевского аэроклуба с мая 1938 работала в нём лётчиком-инструктором, освоила самолёты У-2, УТ-2 и АИР-6. С конца 1939 года училась в Херсонской авиашколе лётчиков-инструкторов Осоавиахима, в мае 1940 года окончила её и работала лётчиком-инструктором Фрунзенского районного аэроклуба Москвы. С 1939 года состояла в ВКП(б).
После начала Великой Отечественной войны в октябре 1941 года добровольцем зачислена в Красную Армию и направлена в Саратов, где прошла при Энгельсской военной авиационной школе курс переобучения на истребитель Як-1 (окончила курсы в феврале 1942 года, по их окончании 22 февраля ей было присвоено воинское звание «младший лейтенант»).
С марта 1942 года — командир звена 586-го истребительного авиационного полка ПВО 144-й истребительной авиационной дивизии ПВО (Саратовско-Балашовский дивизионный район ПВО). Прикрывая небо Саратова, выполнила 55 боевых вылетов на патрулирование и на поиск авиации противника. В этом полку познакомилась с Лидией Литвяк, и они стали лучшими подругами. В дальнейшем они всегда служили вместе.
10 сентября 1942 была направлена в 437-й истребительный авиационный полк (287-я истребительная авиационная дивизия, 8-я воздушная армия, Сталинградский фронт). Участвуя в Сталинградской битве, 2 октября 1942 года в паре с лётчицей Раисой Беляевой обнаружила группу из 12 немецких бомбардировщиков и атаковала их, заставив их сбросить бомбы в степь. Тем самым была сорвана операция по бомбёжке станции Эльтон. 6 октября Буданова в одиночку атаковала группу из 13 Ju.88 и сбила один из них. Это была её первая победа.
С октября 1942 года воевала лётчиком в 9-м гвардейском истребительном авиационном полку (268-я истребительная авиационная дивизия в этой же воздушной армии). В середине ноября 1942 года в ожесточённых боях в небе над Сталинградом уничтожила в группе два Bf.109, а затем бомбардировщик Ju.88. В одном из боёв её ведущий Владимир Лавринёнков подбил He.111, но и его машина тоже была повреждена, и Екатерина Буданова сопровождала почти неуправляемую машину командира до самой посадки. В конце ноября была назначена в группу «свободных охотников». 10 декабря, возвращаясь с задания, была атакована парой Bf.109. Приняла бой и сбила ведущего.
В январе 1943 года переведена в 296-й истребительный авиационный полк (268-я истребительная авиационная дивизия, 8-я воздушная армия, Южный фронт), в дальнейшем — 73 гвардейский ИАП. В его рядах участвовала в Ростовской и Ворошиловградской наступательных операциях. Командир полка майор Н. И. Баранов назначил её своей ведомой. В одном из вылетов истребители обнаружили 19 бомбардировщиков Ju.88 летевших под прикрытием истребителей Fw.190. Баранов вместе с Будановой атаковал истребители, приказав остальным бить бомбардировщики. В бою командир повредил один из немецких истребителей, а Буданова добила его. В начале марта, возвращаясь со свободной охоты, обнаружила самолёт-разведчик «Фокке-Вульф» Fw.189, который называли «рамой». Догнала его и уничтожила. Среди лётчиков этот самолёт считался самой трудной добычей.
18 марта 1943 года за образцовое выполнение боевых задач и проявленные при этом мужество и героизм полк приказом наркома обороны СССР получил гвардейское звание и был переименован в 73-й гвардейский истребительный авиационный полк. Лейтенант Е. Буданова внесла свой вклад в эту почётную награду для полка. Весной 1943 года они сбила ещё 2 истребителя противника, а 17 июля — бомбардировщик Ju-88.
17 июля 1943 года советские войска Южного фронта начали Миусскую наступательную операцию в Донбассе. С первого же дня над полем битвы разгорелись ожесточённые воздушные бои. 19 июля Буданова была назначена в прикрытие группы Ил-2, направлявшихся на штурмовку немецких позиций Миус-фронта. Вблизи города Антрацит группа была атакована немецкими истребителями. В упорном бою с группой Bf.109 Буданова была сбита. Ей удалось посадить самолёт в поле, и подбежавшие местные жители, наблюдавшие за боем, вытащили лётчицу из самолёта. Буданова умерла от полученных ран, не приходя в сознание, и была похоронена на окраине села Новокрасновка.
9 мая 1988 года останки лётчицы торжественно перезахоронили в селе Бобриково Антрацитовского района Луганской области.
Данные о числе побед лётчицы существенно разнятся. По одним данным, она совершила 266 боевых вылетов, сбила 6 немецких самолётов лично и 5 в группе. По другим данным, она совершила 109 боевых вылетов и достоверно сбила 3 немецких самолёта лично. По данным исследователя М. Ю. Быкова, на её счету 3 личные и 1 групповая победы, либо 2 личные и 2 групповые победы. По числу воздушных побед среди женщин-лётчиц уступает только Лидии Литвяк.
В 1990 году однополчане Екатерины Будановой инициировали её представление к званию Героя Советского Союза, но до распада СССР это звание ей присвоено не было. И только 1 октября 1993 года ей посмертно было присвоено звание Героя Российской Федерации.

## Награды
- Герой Российской Федерации (1 октября 1993, звание присвоено посмертно за мужество и героизм, проявленные в борьбе с немецко-фашистскими захватчиками в Великой Отечественной войне 1941-1945 годов)[9]
- Орден Отечественной войны I степени (22 июля 1943)
- Орден Красной Звезды (23 февраля 1943)

## Память
- В Кунцевском районе Москвы её именем названа улица, на которой героиня жила в предвоенные годы[10].
- На фасаде здания бывшей московской средней школы № 63, в котором Екатерина Буданова работала старшей пионервожатой с 1937 по 1938 годы (ныне в здании располагается «Московский детско-юношеский центр экологии, краеведения и туризма») установлена мемориальная доска.
- В пос. Туманово Вяземского района Смоленской области именем Екатерины Будановой названа улица. Здесь же установлен памятник.
- На фасаде здания в Кунцевском районе г. Москвы на одноимённой улице запечатлена Екатерина Буданова. 21 декабря 2019 года её изображение было закрашено.
- 21 июля 2019 года открыт бюст на территории авиационного полка Южного военного округа в поселке Октябрьский под Волгоградом[11].
- В 2022 году присвоено звание «Почётный гражданин Вяземского района».